# 托坎廷斯州圣特雷扎
托坎廷斯州圣特雷扎（葡萄牙語：Santa Tereza do Tocantins）是巴西托坎廷斯州的一个市镇。总面积539.908平方公里，总人口2297人，人口密度4.3人/平方公里。